# Prince Paul

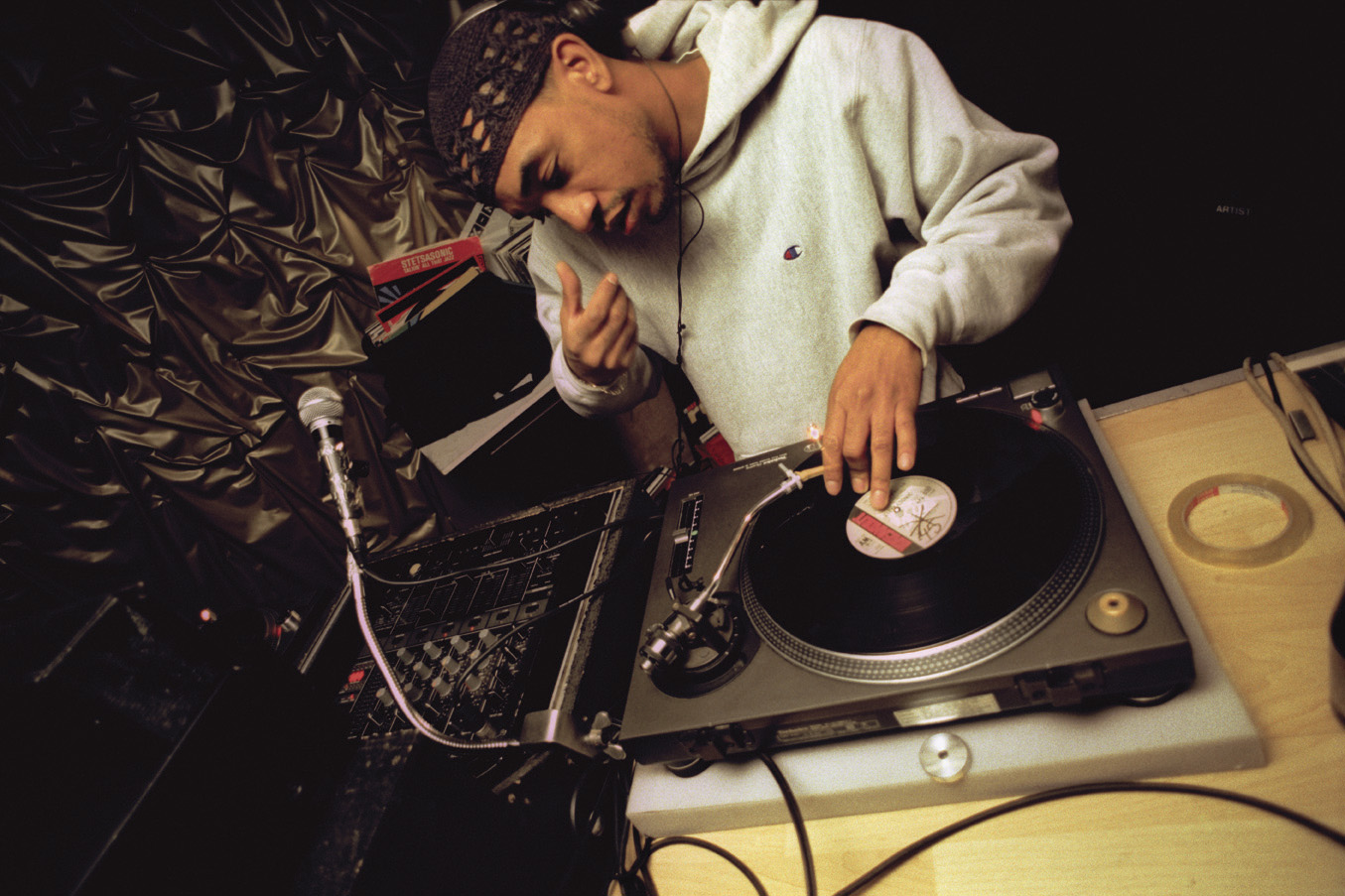
Prince Paul, 2000 in Köln

Prince Paul (* 2. April 1967 in New York City, New York, bürgerlich Paul Huston) ist ein US-amerikanischer DJ und Hip-Hop-Produzent. Bekannt wurde er vor allem für seinen unorthodoxen Humor. Prince Paul war durch seine ungewöhnlichen Samples und seinen verspielten Humor daran beteiligt den Alternative Hip-Hop mitzuprägen.

## Werdegang

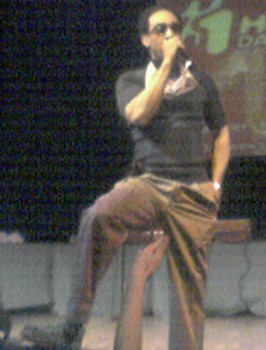
Prince Paul (2005)

Prince Paul begann seine Karriere als Mitglied von Stetsasonic. Er produzierte 1989 De La Souls Debütalbum Three Feet High and Rising. Auf diesem Album führte er den Skit ein, der heute auf fast allen Hip-Hop-Alben zu finden ist. Nach zwei weiteren Alben mit De La Soul wendete er sich eigenen Projekten zu. Er veröffentlichte das Solo-Album Psychoanalysis: What is It? und die Hip-Hop-Oper A Prince Among Thieves, in der unter anderem Big Daddy Kane und Everlast auftraten. Zusammen mit Frukwan (Stetsasonic), Too Poetic (Brothers Grimm) und RZA (Wu-Tang Clan) bildete er die Horrorcore-Gruppe Gravediggaz.
Zusammen mit dem Jazz-Produzenten Teo Macero produzierte er 1995 das Solo-Debüt Mistaken Identity des Gitarristen Vernon Reid. Zusammen mit Dan the Automator bildete er die Handsome Boy Modeling School, auf ihrem Album So.. How's Your Girl? traten unter anderem Sean Lennon und Del Tha Funkee Homosapien auf.
Zusammen mit Chuck D, Ice-T, den Beatnuts, Wordsworth und anderen veröffentlichte er 2003 Politics of the Business. Er wollte sich darauf über die einförmigen Beats des damaligen Charts-Hip-Hops lustig machen, aber das Album kam bei den Fans nicht an. Zusammen mit Wordsworth produzierte er im selben Jahr einen Track für den Soundtrack des SpongeBob Films.
In seinen letzten Veröffentlichungen ist er zum Stil seiner früheren Werken wieder zurückgekehrt. Auf Itstrumental verwendet er Skits, über seine wohl tatsächlich vorhandenen Depressionen. Das Album The Art of Picking Up Women der imaginären Rockband The Dix vereint Misogynie und das typische Angeben des Raps mit dem Musikstil des Rhythm ’n’ Blues der 1960er.

## Diskografie
- 1989: 3 Feet High and Rising (Tommy Boy Records)
- 1991: De La Soul Is Dead (Tommy Boy Records)
- 1996: Psychoanalysis: What is It? (WordSound Recordings, neu veröffentlicht auf Tommy Boy Records)
- 1999: A Prince Among Thieves (Tommy Boy Records)
- 2003: Politics of the Business (Razor & Tie)
- 2005: Itstrumental (Female Fun)
- 2005: Hip Hop Gold Dust (Antidote)

### Remixe
- 1989: Fine Young Cannibals: Good Thing (Prince Paul Remix)